# 彭溪街道
彭溪街道，原为彭溪镇，是中华人民共和国四川省眉山市彭山区曾经下辖的一个街道。2019年12月，撤销观音镇和彭溪街道，设立观音街道，以原观音镇和原彭溪街道所属行政区域为观音街道的行政区域。

## 行政区划
彭溪街道撤销前下辖以下地区：
蔡山社区、兴崇村、毛店村、大楠村和龙门桥村。